# Skylab–3
A Skylab–3 háromszemélyes Apollo űrhajó, amely a Skylab-program keretében az első amerikai űrállomásra a második legénységet vitte.

## Küldetés
A Kennedy Űrközpontból egy Saturn IB hordozórakétával állították pályára. Egy oxidálóanyag tartály szivárgása veszélyeztette a küldetést. Az űrközpontban kezdték előkészíteni a következő expedíció hordozórakétáját és egy speciális, öt embert szállító, mentő Apollo űrhajót. A szivárgás megszűntével elmúlt a veszélyhelyzet. Az összekapcsolódás simán megtörtént. A leszállás San Diegótól (Kalifornia) 370 kilométerre délnyugatra, a Csendes-óceánra történt. 59 napot, 11 órát és 9 percet töltöttek a világűrben.
Fő feladat az első kettő hónapig tartó űrrepülés lebonyolítása, valamint csillagászati, földfotózási, orvosi és biológiai kutatások, technológiai kísérletek végrehajtása. Az első űrsétát háromszor elhalasztották az űrhajósok kérésére, amíg nem tudtak alkalmazkodni a súlytalansághoz. Az űrséta során az előző lakók által kihelyezett napernyőre ráerősítettek még egyet. Begyűjtötték, illetve kicserélték az űrállomás külső felületén elhelyezett távcső filmkazettáit, és a mikro-meteorit mérőt. A második űrséta során az egyik giroszkópot kicserélték a tartalék egységgel. Többféle rakétaeszközt (rakétacipő, rakétahátizsák) próbáltak az űrállomás nagyméretű terében. A program befejeztével takarítottak, a kutatási program eredményeit összepakolták, majd átszálltak az űrhajóba, amelyet elválasztottak az űrállomástól.

## Személyzet
| Küldetés | Űrhajósok | Indulás          | Visszatérés          | Időtartam |
| -------- | --- | ---------------- | -------------------- | --------- |
| Skylab–3 | Alan Bean (az űrhajó parancsnoka) Owen Kay Garriott (a tudományos program vezetője) Jack Lousma (az űrhajó pilótája) | 1973. július 28. | 1973. szeptember 25. | 59 nap    |

## Külső hivatkozások
- Skylab–3. pacefacts.de. (Hozzáférés: 2012. március 17.)